# Везендонк, Матильда
Агне́сса Мати́льда Ве́зендонк (нем. Agnes Mathilde Wesendonck, урожд. Агнесса Луккемайер, (Luckemeyer); 23 декабря 1828, Эльберфельд, Рейнская провинция — 31 августа 1902, Альтмюнстер, Верхняя Австрия) — немецкая поэтесса. Получила известность как муза композитора Рихарда Вагнера.

## Биография
Родилась и выросла в Эльберфельде и Дюссельдорфе в семье королевского советника коммерции Карла Луккемайера и его супруги Иоганны, урождённой Штайн. Из любви к своему мужу, коммерсанту Отто Везендонку, Агнесса Луккемайер приняла также имя Матильда, которое носила первая почившая жена Везендонка. После свадьбы Матильда и Отто Везендонки проживали в Нью-Йорке и Цюрихе.
В 1852 году в Цюрихе супруги Везендонк познакомились с Рихардом Вагнером, у них завязались тёплые дружеские отношения. Отто Везендонк оказывал Вагнеру значительную финансовую поддержку и предоставил ему возможность жить и работать в Цюрихе до 1858 года. Вагнер проживал в Цюрихе в простом фахверковом доме Везендонков, находившемся на земельном участке в саду при новой вилле Везендонков. Вагнер называл его своим «убежищем». Между Матильдой и Рихардом Вагнером возникла глубокая «душевная дружба». Она была его музой, в ней Вагнер находил понимание своего творчества, чего не могла ему дать его супруга Минна. Матильда и треугольник отношений между композитором и супругами Везендонк вдохновили Вагнера на создание оперы «Тристан и Изольда».
Вагнер положил на музыку также пять стихотворений Матильды, известных ныне как «Пять песен на стихи Матильды Везендонк», и посвятил Матильде Везендонк увертюру к «Валькирии». Для сестры Матильды Марии Луккемайер Вагнер сочинил Цюрихский вальс с любимой.
Глубокие платонические отношения между Рихардом Вагнером и Матильдой Везендонк резко прекратились летом 1858 года после того, как одно из писем мужа, адресованное Матильде, оказалось в руках жены Вагнера Минны. Минна спровоцировала скандал, который привёл к разрыву отношений. Вагнер покинул Цюрих и в одиночестве продолжил работу надо оперой «Тристан и Изольда» в Венеции, чтобы пережить конфликт. Но глубокие чувства Вагнера к Матильде Везендонк сохранялись в течение его жизни.
Матильда и Отто Везендонк побывали на многих постановках Вагнера в Байройте. До настоящего времени название «Зелёный холм», где в Байройте расположен оперный театр Вагнера, напоминает о цюрихском периоде в жизни композитора, когда Матильда и Отто Везендонки проживали в своём доме на зелёном холме. Вторая супруга Рихарда Вагнера Козима попыталась стереть его воспоминания об отношениях с Матильдой Везендонк и сожгла все письма Матильды к Вагнеру. История сохранила лишь письма Вагнера к Матильде.
В 1872 году Матильда с мужем переехали в Дрезден, а в 1882 году — в Берлин. Сын Везендонков Карл изучал физику в Боннском университете. Дочь Мирра (1851—1888) вышла замуж за барона Морица фон Биссинга. Младший сын Ганс изучал юриспруденцию в Бонне и умер в 1882 году. Матильда Везендонк похоронена на Старом кладбище в Бонне. После смерти старших Везендонков дети передали художественную коллекцию Везендонков на хранение городу Бонну сроком на 99 лет. В 1925 году коллекция была выкуплена городом. С 2013 года в Бонне работает Общество Матильды Везендонк.

## Сочинения
- Naturmythen (1865)
- Genoveva (1866)
- Gudrun. Schauspiel (1868)

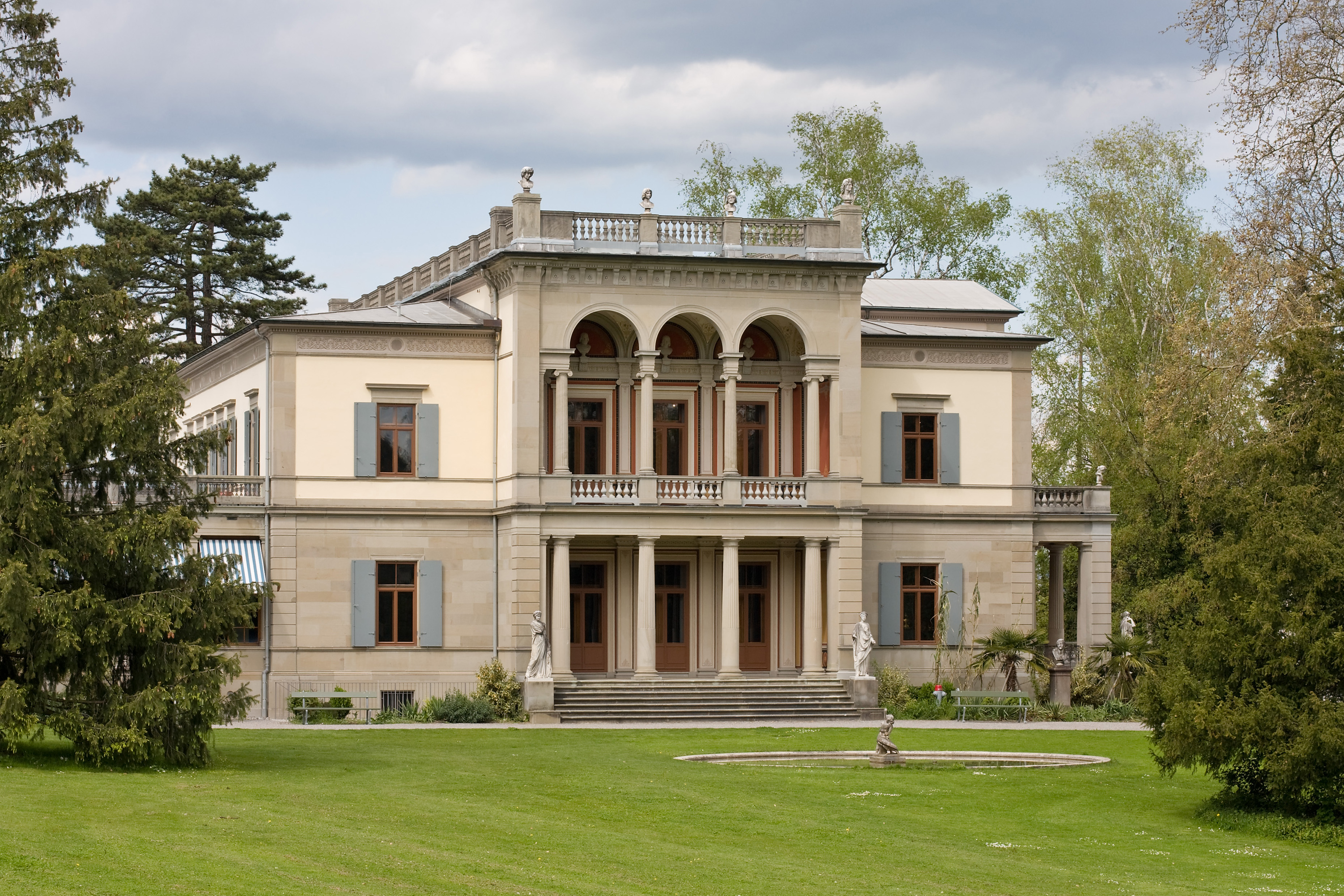
Вилла супругов Везендонк в Цюрихе

- Deutsches Kinderbuch in Wort und Bild (1869)
- Friedrich der Große. Dramatische Bilder (1871)
- Edith oder die Schlacht bei Hastings (1872)
- Gedichte, Volksweisen, Legenden und Sagen (1874)
- Alte und neue Kinderlieder (1890)

## Образ в кино
- 1955 — «Волшебный огонь[англ.]», режиссёр Уильям Дитерле, в роли Матильды — Валентина Кортезе.